# 马丁·乔治·吉斯
馬丁·喬治·吉斯（英語：Martin George Guisse），後稱馬丁·豪爾赫·吉斯（西班牙語：Martin Jorge Guisse，1780年3月12日—1828年11月23日），原名。是一名英國皇家海軍軍官，曾在法國大革命和拿破崙戰爭中服役于皇家海軍。后来，他在秘鲁独立战争期间在秘魯和智利海軍服役，參與了秘魯和大哥倫比亞共和國的戰爭，在戰爭中陣亡。軍銜為海軍中將。